# Lucy Seki
Lucy Seki, nascida Lucy Soares Ferreira (Belo Horizonte, 27 de março de 1939 – Campinas, 23 de junho de 2017), foi uma linguista brasileira, especialista em línguas indígenas sul-americanas. É autora de uma conceituada gramática da língua Kamaiurá.

## Biografia
Seki graduou-se em História pela Universidade Federal de Minas Gerais e obteve seu mestrado em Filologia, com especialidade Língua e Literatura Russa (1969) e doutorado (1973) em Filologia, com especialização Línguas Indígenas Americanas, pela Universidade Patrice Lumumba, em Moscou. Fez estudos de pós-doutorado na Universidade do Texas em Austin (EUA). Foi uma das principais pesquisadoras das Línguas indígenas do Brasil e a maior especialista na língua Kamaiurá. Foi coodernadora de projetos de documentação linguística e educação no Parque Indígena do Xingu. Lecionou, desde 1977, na Universidade Estadual de Campinas (Unicamp), onde era professora titular da área de Linguística Antropológica  . Seki também fundou a Revista LIAMES] - Línguas Indígenas Americanas, periódico científico dedicado exclusivamente às línguas indígenas do continente. Em 2010 foi eleita membro honorário da Sociedade Linguística da América (LSA), em reconhecimento das suas substanciais contribuições à linguística.
Publicou a Gramática do Kamaiurá - Língua Tupi-Guarani do Alto Xingu, uma das mais importantes gramáticas sobre línguas indígenas brasileiras (UNICAMP/Imprensa Oficial, 2000) e organizou a coletânea bilíngue Kamaiurá/Português de mitos Kamaiurá Jene Ramyjwena Juru Pytsaret: O que habitava a boca de nossos ancestrais (Museu do Índio, 2010), além do livro Linguística Indígena e Educação na América Latina (UNICAMP, 1993).
Seu aprofundado trabalho sobre a língua krenak, em processo de extinção, qualificou-a  como uma das maiores especialistas na  problemática das línguas em perigo e sobre a obsolescência linguística no Brasil.
Lucy Seki faleceu no dia 23 de junho de 2017.

## Publicações

### Livros
- Gramática do Kamaiurá, Língua Tupi-Guarani do Alto Xingu (482 páginas + 17 fotos). Editora UNICAMP e Imprensa Oficial do Estado de São Paulo (2000). ISBN 85-268-0498-7.

### Artigos
- 2002. Krenak (Botocudo/Borum) e as línguas Jê. In: Línguas Jê: Estudos Vários, ed. Ludoviko dos Santos and Ismael Pontes, pp. 15–40. Londrina: Universidade Estadual Londrina.
- 2000. Línguas indígenas do Brasil no limiar do século XXI. Impulso 12 (27) edição sobre os 500 anos de Brasil. Universidade Metodista de Piracicaba.
- 1999. A lingüística indígena no Brasil. D.E.L.T.A. 15, N.º especial, 1999: 257-290 (PDF).
- 1993. Notas sobre a história e a situação linguística dos povos indígenas do Parque Xingu. In: Seki. Lucy (org.) Linguística indígena e educação na América Latina. Campinas: Editora da Unicamp.
- 1991. Perspectivas para os estudos linguísticos no Brasil. Boletim da ABRALIN, 12. Campinas: IEL / Unicamp: 7-2.
- 1990. Kamaiurá (Tupi-Guarani) as an active-stative language. In D.L. Payne (ed.), Amazonian linguistics: Studies in Lowland South American languages,  University of Texas Press.
- 1990. Apontamentos para a bibliografia da língua Botocudo/Borum. Cadernos de Estudos Lingüísticos 18: 115-142. Campinas.
- 1989. Evidências de relações genéticas na família Jê. Estudos Lingüísticos, XVIII (Anais de Seminários do GEL): 604-611. Lorena: Prefeitura Municipal/GEL.
- 1985. "A Note on the Last Botocudo Language", International Journal of American Linguistics 51 (4, octubre 1985): 581-583.
- 1985. Reduplication and CV skeleta in Kamaiurá. Com Daniel Everett. Linguistic Inquiry 16. 326–330.
- 1984. Problemas no estudo em uma língua em extinção. Boletim da ABRALIN, 6, 109-118.
- 1982. Marcadores de pessoa do verbo Kamaiurá. Cadernos de Estudos Lingüísticos 3.22-40. Campinas: Unicamp/Funcamp.
- 1981. A note on COMPas a universal. LI 12:659-65. Com Frank Branden.
- 1976. O Kamaiurá: língua de estrutura ativa. Língua e Literatura. Rev. dos Deptos. de Letras da Fac. de Filosofia, Letras e Ciências Humanas da Univ. de São Paulo 5: 217-227.

## Vídeo
- LUCYA PORONETA: A História da Lucy, realizado por Célia  Harumi Seki e Mônica Veloso Borges.